# Mistrovství České republiky v rallye 2017

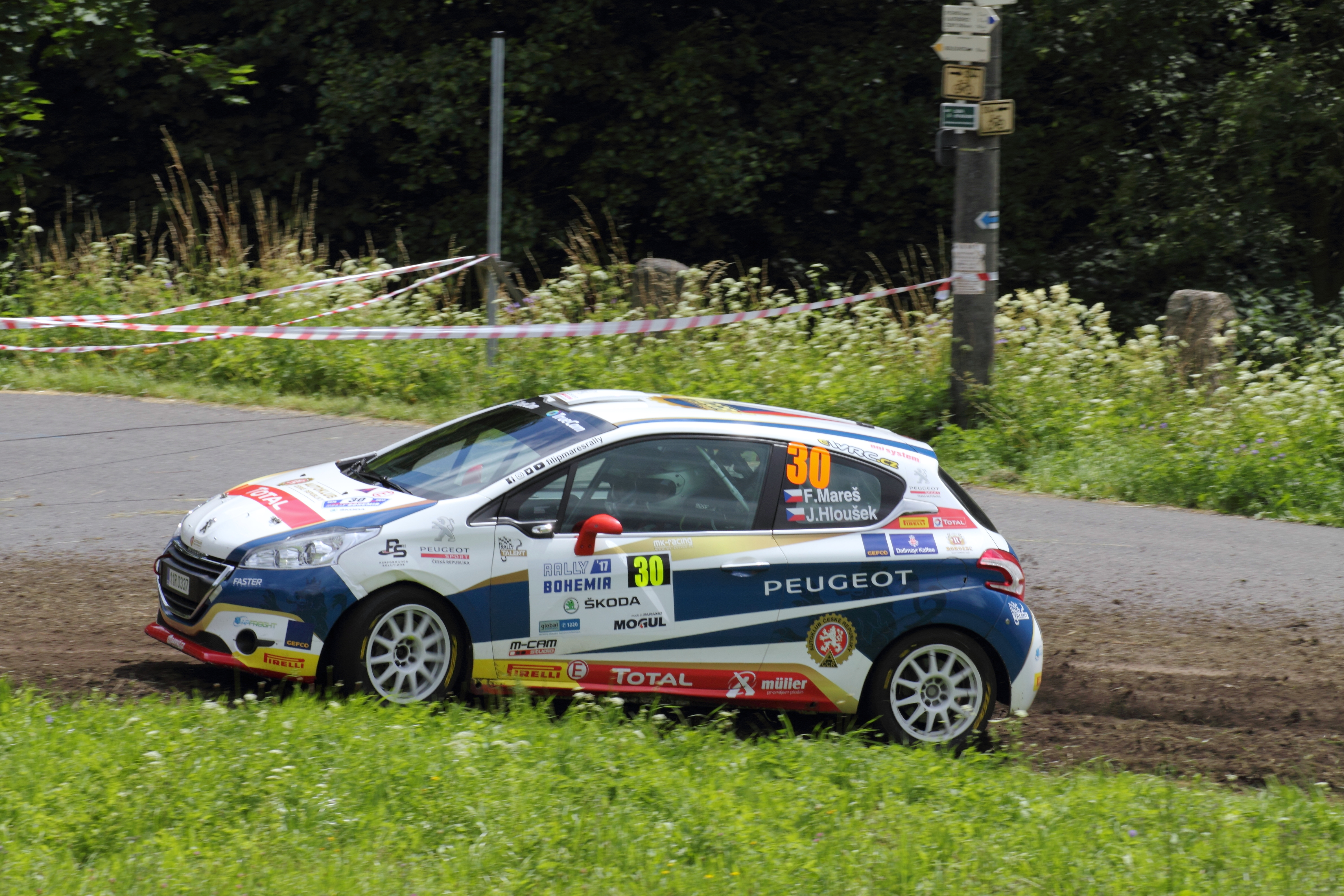
Filip Mareš zvítězil v kategorii vozů s jednou poháněnou nápravou

Mistrovství České republiky v rallye 2017 (TrueCam MČR v automobilových rally 2017) zahrnovalo celkem sedm soutěží.
Titul opět získal Jan Kopecký navigovaný Pavlem Dreslerem s vozem Škoda Fabia R5 v barvách týmu Škoda Motorsport před Václavem Pechem s Fordem Fiesta R5.

## Kalendář
| Pořadí | Datum                | Soutěž                                       | Centrum           | Zařazení      |
| ------ | -------------------- | -------------------------------------------- | ----------------- | ------------- |
| 1.     | 24. 3. – 26. 3. 2017 | 36. Janča Valašská Rally ValMez              | Valašské Meziříčí | MČR           |
| 2.     | 21. 4. – 22. 4. 2017 | 52. Rallye Šumava Klatovy                    | Klatovy           | MČR           |
| 3.     | 19. 5. – 20. 5. 2017 | 45. Rallye Český Krumlov                     | Český Krumlov     | MČR, CRT      |
| 4.     | 16. 6. – 17. 6. 2017 | 13. Agrotec Petronas Syntium Rally Hustopeče | Hustopeče         | MČR, MSR, CEZ |
| 5.     | 1. 7. – 2. 7. 2017   | 44. Rally Bohemia                            | Mladá Boleslav    | MČR           |
| 6.     | 25. 8. – 27. 8. 2017 | 47. Barum Czech Rally Zlín                   | Zlín              | MČR, ERC      |
| 7.     | 6. 10. – 8. 10. 2017 | 38. Rally Příbram                            | Příbram           | MČR           |

## Průběh sezóny
Šampionátu opět dominoval Jan Kopecký, který si titul zajistil už po páté soutěži. Václav Pech poprvé usedl do vozu kategorie R5 a po roce se vrátil na druhou příčku absolutní klasifikace. Na třetím místě skončil Jan Černý.

## Klasifikace jezdců
Pořadí v první desítce absolutní klasifikace:
| Poř. | Jezdec          | VAL   | ŠUM   | KRU   | HUS   | BOH   | BAR     | PŘÍ   | Body |
| ---- | --------------- | ----- | ----- | ----- | ----- | ----- | ------- | ----- | ---- |
| 1.   | Jan Kopecký     | 1. 60 | 1. 60 | 1. 60 | 1. 57 | 1. 60 | 1. 90   | -     | 330  |
| 2.   | Václav Pech     | 2. 46 | 2. 46 | 2. 48 | 2. 42 | 2. 44 | R 18    | 2. 48 | 232  |
| 3.   | Jan Černý       | 3. 41 | 3. 41 | 4. 29 | -     | 3. 35 | 6. 27   | -     | 173  |
| 4.   | Jan Dohnal      | 4. 29 | 5. 24 | 6. 24 | 6. 27 | R     | -       | 1. 60 | 164  |
| 5.   | Jarosław Szeja  | 7. 18 | 4. 28 | 7. 18 | 8. 17 | 4. 33 | R       | 7. 23 | 120  |
| 6.   | Miroslav Jakeš  | R     | -     | 3. 37 | 3. 37 | 6. 19 | 43. 9   | -     | 102  |
| 7.   | Roman Kresta    | -     | -     | -     | -     | 5. 30 | 2. 69   | -     | 99   |
| 8.   | Jaromír Tarabus | 9. 11 | 6. 17 | 8. 14 | 9. 10 | 9. 9  | 7. 22,5 | 4. 28 | 92,5 |
| 9.   | Vojtěch Štajf   | 10. 8 | 8. 13 | 5. 22 | R 3   | 8. 14 | R       | 3. 34 | 91   |
| 10.  | Roman Odložilík | 5. 23 | R 4   | R 2   | 7. 18 | R 3   | 5. 30   | R     | 78   |